# Adverbialsatz
Als Adverbialsatz (auch Umstandssatz,  Verhältnissatz) werden Nebensätze bezeichnet, die für ihren direkt übergeordneten Satz die Rolle einer adverbialen Bestimmung spielen (oder zumindest ähnliche Funktionen haben).
Ein Adverbialsatz lässt sich oft dadurch nachweisen, dass er durch ein einfaches Adverb ersetzt werden kann. Dies kann oft auch in Form eines Fragetests geschehen, allerdings gibt es nicht für alle Fälle auch Frageadverbien (so z. B. nicht im dritten Beispiel unten):
Beispiele
- Als es Abend wurde, brachen die Schimpansen auf.

Ersetzungen: Da brachen die Schimpansen auf. / Wann brachen die Schimpansen auf?
- Beates Brief kam zurück, weil die Anschrift unvollständig war.

Ersetzungen: Beates Brief kam deswegen zurück. / Weshalb kam Beates Brief zurück?
- Obwohl es regnete, brachen sie zu einem Spaziergang auf.

Ersetzungen: Trotzdem brachen sie zu einem Spaziergang auf.
Oft wird ein Adverbialsatz durch eine spezielle unterordnende Konjunktion eingeleitet (wie die obigen Beispiele als, weil, obwohl). Je nach zugrundegelegter Systematik werden jedoch auch adverbielle Relativsätze anerkannt, bei denen es sich dann um sogenannte freie Relativsätze handelt. Seltener haben Adverbialsätze auch die Form eines „uneingeleiteten Nebensatzes“ (also eines Nebensatzes mit Voranstellung des Verbs).
Ein Problem beim Begriff des Adverbialsatzes ist, dass Adverbiale ansonsten als ein Typ von Satzglied definiert sind und insofern ein adverbieller Nebensatz immer ein Gliedsatz sein müsste. Jedoch werden traditionell in den Begriff des Adverbialsatzes auch viele Nebensätze eingeschlossen, die nicht als Gliedsätze in den Hauptsatz integriert sind, sondern die dem Hauptsatz nur in lockerer Verbindung nachfolgen. Beispiele hierfür sind weiterführende Relativsätze oder Konsekutivsätze.

## Probleme der Terminologie
Die Abgrenzung der Adverbialsätze gegenüber anderen Klassen von Nebensätzen erfolgt unterschiedlich. Zum einen werden manchmal, vor allem in der Dudengrammatik, Relativsätze separat geführt und aus der Kategorie der Adverbialsätze ausgeschlossen. Die Dudengrammatik (2022) definiert: „Als Adverbialsätze bezeichnet man alle Sätze, die mit einer adverbialen Subjunktion eingeleitet sind“. Diese Verengung des Begriffs wird in anderen wichtigen Grammatiken des Deutschen nicht vorgenommen; die IDS-Grammatik führt Form und Funktion unabhängig voneinander auf und lässt Sätze mit W-Adverb (also Relativadverb) als Adverbialsätze ausdrücklich zu.
Ein anderes Problem ist die Unterscheidung zwischen Gliedsätzen und weiterführenden Nebensätzen (zum syntaktischen Verhalten siehe unten den Abschnitt #Stellung im Satz). Obwohl Adverbial eine Bezeichnung für Satzglieder ist, sind Nebensätze, die nicht in den übergeordneten Satz als Satzglieder integriert sind, im Begriff „Adverbialsatz“ oft mitgemeint. In der Dudengrammatik (2022) wird daher gesagt, dass der Begriff Adverbialsatz zwei Bedeutungen habe: Als Adverbialsatz im „funktionalen“ Sinn werden Nebensätze bezeichnet, die wirklich adverbielle Gliedsätze sind, hingegen seien Adverbialsätze im „inhaltlichen“ Sinn alle Nebensätze, bei denen eine adverbielle Konjunktion in irgendeiner Bedeutungsbeziehung zum übergeordneten Satz steht. Zuvor wurde in der Dudengrammatik 2009 zwischen Adverbialsatz und Verhältnissatz unterschieden (hierbei sollten nur die „Adverbialsätz“ auch echte Adverbiale sein und nur der Begriff Verhältnissatz weiter gefasst sein). Viele andere Grammatiken verwenden jedoch Verhältnissatz und Adverbialsatz als gleichbedeutend.
Ungeachtet solcher Abgrenzungsdiskussionen wird in der nachfolgenden Übersicht der weitestmögliche Begriff von Adverbialsatz zugrunde gelegt.

## Bedeutungstypen
Ebenso wie adverbiale Bestimmungen allgemein, werden auch Adverbialsätze traditionell vor allem nach Bedeutungstypen klassifiziert. Die nachstehende Übersicht (in alphabetischer Reihenfolge) dient zur schnellen Bestimmung der hauptsächlichen Typen, für nähere Erläuterungen siehe jeweils den Hauptartikel.

### Adversativsatz (Gegenüberstellung)
- Frage: Anstatt was? Im Gegensatz wozu?
- Angaben über: Gegensatz
- Konjunktionen: während, wo(hin)gegen, anstatt (dass), indessen
- Beispiele:
  - Der Nussbaum hat sich gut gehalten, wogegen die Kiefer vertrocknet ist.
  - Anstatt dass sie ihre Hausarbeiten macht, spielt sie im Garten Fußball.

(Der zweite Beispielsatz gilt in manchen Einteilungen aber stattdessen als Modalsatz).

### Finalsatz (Absicht, Zweck)
- Frage: Wozu? Mit welcher Absicht? Weshalb?
- Angabe über: Ziel, Zweck
- Konjunktionen: damit, dass, auf dass (veraltet), um zu (mit Infinitiv)
- Beispiele:
  - Der Schimpanse versteckte sich, damit er in Ruhe essen konnte.
  - Du sollst Vater und Mutter ehren, auf dass du lange lebest und es dir wohl ergehe auf Erden.

### Kausalsatz (Begründungssatz)
- Frage: Warum? Wieso? Weshalb? Aus welchem Grund bzw. Anlass?
- Angaben über: Grund, Begründung für etwas
- Konjunktionen: weil, da, zumal
- Beispiel:
  - Es wurde empfindlich kalt, weil die Heizung abgestellt werden musste.

### Konditionalsatz (Bedingungssatz)
- Frage: Unter welcher Bedingung?(kein einfaches Fragewort vorhanden)
- Angaben über: Bedingung
- Konjunktionen: wenn, falls, sofern
- Beispiele:
  - Falls es regnet, verschieben wir den Ausflug.
  - Wenn wir den Rohrbruch nicht bald finden, werden wir frieren müssen.

Eine Sonderform sind die Irrelevanzkonditionale, wie etwa:
- So viel er auch verdient, es reicht ihm nicht.

Konditionalsätze können in unterschiedlichem Maß in den Gesamtsatz integriert sein oder nicht (siehe unten, #Stellung im Satz), die Irrelevanzkonditionale sind häufig nicht integriert (so wie das obige Beispiel).

### Konsekutivsatz (Folgesatz)
- Frage: Mit welcher Folge? (Kein einfaches Fragewort vorhanden)
- Angaben über: Folge
- Konjunktionen: sodass; so…, dass; als dass
- Beispiel:
  - Der Installateur kam um 9 Uhr am nächsten Morgen, sodass wir hoffen durften.
  - Er ist zu alt, als dass er noch als Kind zählen könnte.

### Konzessivsatz (Einräumungssatz, Gegengrundsatz)
- Frage: Trotz wessen/wem/was? Trotz welcher Umstände? (kein einfaches Fragewort vorhanden)
- Angaben über: Einschränkung, unzureichenden Gegengrund
- Konjunktionen: obwohl, obschon, obgleich, obzwar, wenngleich, wenn auch, trotzdem
- Beispiele:
  - Obwohl mir mein Bein weh tut, gehe ich zum Training.
  - Seine herausragende Bedeutung wird von Kunsthistorikern immer wieder bestätigt, wenngleich sein Werk kaum bekannt ist.

### Lokalsatz (örtliche Angabe)
- Frage: Wo? Wohin? Woher?
- Angabe über: Orte
- Markierung überwiegend durch Relativadverbien (formgleich mit den Frageadverbien)
- Beispiel:
  - Wo sich Fuchs und Hase gute Nacht sagen, lebt er.

### Modalsatz (Art und Weise und Verwandtes)
- Frage: Wie? Auf welche Weise?
- Angaben über: Art und Weise, Begleitumstände etc.
- Konjunktionen:  indem; ohne dass; [(...) dadurch(,)] dass
- Zu den Modalsätzen wird auch die Angabe eines Instruments sowie meistens auch der Komparativsatz (Vergleichssatz) gerechnet.
- Beispiel:
  - Man wird stärker, indem man Krafttraining betreibt.
  - Dadurch dass sie gewonnen haben, steigen sie in der Tabelle auf.

### Temporalsatz (Zeit)
- Frage: Wann? Seit wann? Wie lange? Bis wann?
- Angaben über: Zeit
- Konjunktionen: während, als, wenn, nachdem, seitdem, bevor, bis, sooft, solange, seit, ehe…
  - Nachdem ich fischen gegangen war, gab es keine Fische.
  - Als der Regen vorüber war, brachen die Schimpansen auf.
  - Besuche mich, wenn du das nächste Mal in die Stadt kommst
  - Seitdem die Schimpansen weg sind, kommen immer mehr Gorillas.

## Formen von Adverbialsätzen

### Konjunktional- und Relativsatz
Für die verschiedenen Bedeutungstypen von Adverbialsätzen existieren viele spezialisierte Konjunktionen, wie in der obigen Beispielliste aufgeführt. Davon zu unterscheiden sind die Fälle, in denen ein Adverbialsatz die Form eines Relativsatzes hat, also durch ein Relativadverb eingeleitet wird. Relativadverbien gleichen in der Regel Frageadverbien und können im Deutschen als „W-Wörter“ bezeichnet werden: wie, wo, wozu… etc. Im Unterschied zu Konjunktionen sind sie selbst Satzglieder, also zum Beispiel Adverbiale des Ortes oder der Art und Weise. Adverbialsätze, die Relativsätze sind, werden als freie Relativsätze konstruiert, haben aber dieselbe Form wie als attributiver Relativsatz.
Beispiele für adverbielle Relativsätze
- (Lokalsatz:) Wir treffen uns, wo wir letztes Mal gestanden haben = Wir treffen uns dort.

Vergleiche den Attributsatz: der Platz, wo wir letztes Mal gestanden haben
- (Modalsatz:) Sie bereiten den Rotkohl zu, wie es sich gehört. = Sie bereiten ihn so zu.

Vgl. den Attributsatz: die Art, wie sie ihn zubereiten.
Lokal- und Modalsätze sind die häufigsten Typen, die als freie Relativsätze ausgedrückt werden können. Es ist strittig, ob manche Temporalsätze auch als Relativsatzkonstruktionen aufgefasst werden sollten. Die Wörter wenn und als sind zwar Konjunktionen, die mit ihnen gebildeten Temporalsätze weisen bei genauerer Analyse aber einige Gemeinsamkeiten mit Relativsätzen auf.

### Uneingeleiteter Adverbialsatz
Konditionalsätze können statt durch die Konjunktion wenn auch durch Voranstellung des Verbs („V1-Stellung“) markiert werden. Sie stehen dann in der Regel vor dem Hauptsatz.
Beispiel
- Sollte die Heizung nicht dicht sein, wird der Installateur noch einmal kommen.

Umgestellt: Wenn/Falls die Heizung nicht dicht sein sollte, wird der Installateur noch einmal kommen.
Konditionalsätze sind der häufigste Fall von Adverbialsatz mit Verb-Erststellung; siehe den Hauptartikel für einige weitere Fälle.

### Konstruktionen ohne finites Verb
Manche Typen von Adverbialsätzen können auch durch Konstruktionen mit (satzwertigem) zu-Infinitiv ausgedrückt werden, vor allem Finalsätze mit um … zu und Modalsätze mit ohne … zu:
- Er legte die Schokolade in den Schrank, um sie später den Kindern zu geben. (Finalsatz)
- Sie liefen auf die Straße, ohne auf den Verkehr zu achten. (Modalsatz)

Hierbei ist um eine Konjunktion für Infinitivsätze; der Status von ohne ist strittig (als Konjunktion oder Präposition).
Satzwertige Partizipial- und Adjektivkonstruktionen können traditionell ebenfalls als Adverbialsätze bezeichnet werden, syntaktisch wären sie aber eher als Prädikativum einzuordnen:
- Von der Sonne schon ganz rot, zog er sich endlich ein Hemd über.

## Stellung im Satz

### Integrierte Nebensätze (Gliedsätze)
Typische Adverbialsätze (etwa Temporalsätze, Kausalsätze, Modalsätze) können ebenso wie Adverbiale anderer Form als Satzglied des Hauptsatzes (genauer gesagt: des Matrixsatzes) vorkommen. Sie stehen dann, in den Begriffen des Feldermodells, im Vorfeld, Mittelfeld oder Nachfeld. (Die Mittelfeldstellung in (b) unten ist eine Option, die für Subjekt- oder Objekt-Nebensätze in der Regel nicht verfügbar ist.)
- (a) Vorfeldstellung vor dem finiten Verb

Nachdem der Rohrbruch beseitigt war, konnte die Heizung zum Glück wieder angestellt werden.
- (b) Mittelfeldstellung:

Die Heizung konnte zum Glück, nachdem der Rohrbruch beseitigt war, wieder angestellt werden.
- (c) Nachfeldstellung

Die Heizung konnte zum Glück wieder angestellt werden, nachdem der Rohrbruch beseitigt war.
Die Vorfeldstellung ergibt einen deutlichen Test für den Status als Gliedsatz. Hingegen kann rein äußerlich die Mittelfeldstellung einer Parenthese ähneln und die Nachfeldstellung einem weiterführenden Nebensatz (s. u.).

### Nicht integrierte Nebensätze
Einige Nebensatztypen, die traditionell unter Adverbialsätze einbezogen werden, können nur am Ende des Hauptsatzes nachfolgen, aber nicht im Satzinneren und nicht im Vorfeld vorkommen. Für diese Fälle existieren in der Regel auch keine Fragewörter oder andere Ersetzungen. Es handelt sich demnach offenbar um nicht-integrierte Nebensätze bzw. weiterführende Nebensätze. Ein Beispiel hierfür sind Konsekutivsätze mit sodass:
- Sie haben den Rohrbruch repariert, sodass die Heizung wieder angestellt werden kann.
- NICHT: * Sodass die Heizung wieder angestellt werden kann, haben sie den Rohrbruch repariert.

Bei Konditionalsätzen mit Verb-Erst-Stellung ist es ebenfalls typisch, dass sie außerhalb des Hauptsatzes stehen und durch ein Korrelat so im Vorfeld des Hauptsatzes wiederaufgenommen werden; diese sind also auch weniger integriert als andere Adverbialsätze:
- Ist der Rohrbruch beseitigt, (so) kann die Heizung wieder angestellt werden.